# Zwierzyniec (Biadaszka)
Zwierzyniec – przysiółek wsi Biadaszka w Polsce, położony w województwie dolnośląskim, w powiecie milickim, w gminie Cieszków.
W latach 1975–1998 przysiółek administracyjnie należał do województwa wrocławskiego.

## Nazwa
Polską nazwę Zwierzyniec w książce "Krótki rys jeografii Szląska dla nauki początkowej" wydanej w Głogówku w 1847 wymienił śląski pisarz Józef Lompa.